# Río Sangu
El río Sangu es un río de Birmania y Bangladés de 270 km de longitud, que desemboca en el golfo de Bengala cerca de la ciudad de Chittagong (aprox. 2 600 000 habitantes, la segunda mayor ciudad de Bangladés) y unos 16 km al sur de la desembocadura del río Karnaphuli, y con el que está conectado mediante el río Chand Khali.

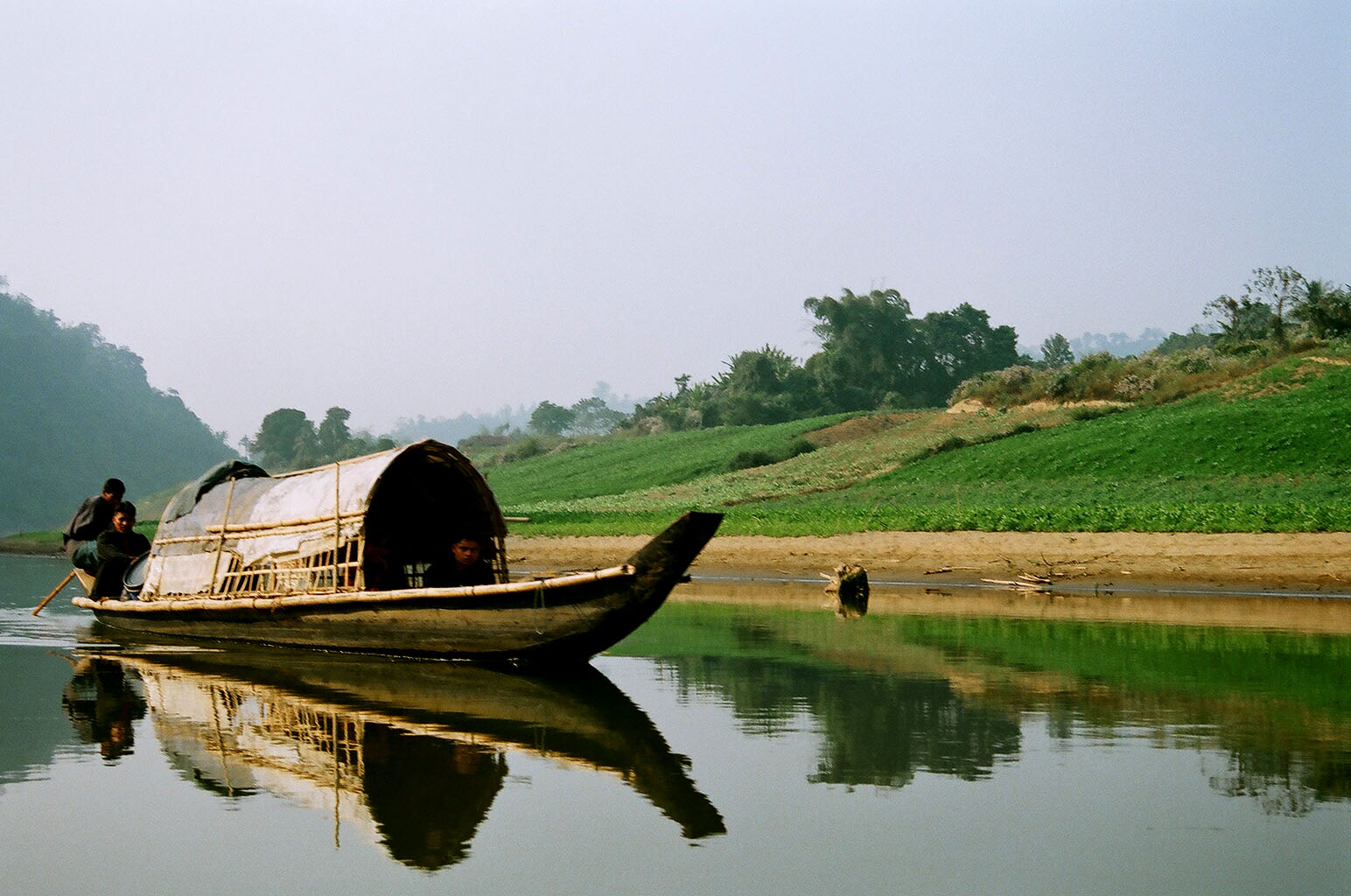
Otra imagen del Sangu

El Sangu es un río poco profundo pero en época de lluvias se vuelve caudaloso y desarrolla rápidos. Es navegable en sus últimos 48 km.